# Selena Quintanilla
Selena Quintanilla-Perez (16 d'abril de 1971 - 31 de març de 1995) fou una cantant de música texana, actriu i model mexico - estatunidenca.

## Biografia
Adquirí fama durant la seva infantesa participant en la banda Selena y Los Dinos el 1982. Va signar un contracte amb EMI Latin el 1989. Debutà amb dos primers àlbums d'estudi, Selena (1989) i Ven Conmigo (1990), que van trencar records mundials.
El 6 de maig de 1992 va treure al mercat el tercer àlbum, Entre a Mi Mundo, que va ésser un èxit tant comercial com de crítica assolint el número 1 als Estats Units i a Mèxic. Els seus dos senzills Como La Flor i La Carcacha, coescrits i coproduïts per A.B. Quintanilla III (el seu germà), van esdevenir números u internacionalment. Es va enamorar de Chris Pérez, guitarrista de la banda, i es van casar el 2 d'abril de 1992. L'enregistrament Selena Live! (1993) va ser nominat als premis Grammy, dels quals va guanyar el premi al Millor àlbum Mexicà/Mèxic-Americà. A principis del 1993, Selena començà la gira Live! Tour (1993-94).
El 1994, Selena va publicar el seu quart àlbum, Amor Prohibido, que contenia 10 cançons que foren de gran èxit arreu, com Bidi Bidi Bom Bom, No Me Queda Más i Fotos y Recuerdos; i va iniciar la seva quart gira mundial, The Amor Prohibido Tour. La cançó Donde Quiera Que Estés (amb la col·laboració de la Barrio Boyzz) va esdevenir un gran èxit als Estats Units, Puerto Rico i l'Argentina. Al març de 1995, Selena va ser assassinada per la seva ex-treballadora, Yolanda Saldívar i el fet va ser notícia a tot el món. Al juliol del mateix any 1995, aparegué el seu àlbum pòstum, Dreaming of You, que contenia 4 cançons en anglès. Assolí el número 1 al Canadà, Mèxic i a l'Amèrica del Sud, i va arribar al top-deu en nombrosos països; als Estats Units, fou número u al Billboard 200.
L'any 1997, Jennifer Lopez tingué l'èxit més gran de la seva carrera interpretant el paper de la cantant a la pel·lícula autobiogràfica sobre Selena. La revista Billboard considerà la cantant texana com la millor artista de la dècada de 1990 i, el 2012, Selena ja havia venut uns 60 milions de discos arreu del món.

## Discografia
Selena va començar a cantar a l'edat de vuit anys per ajudar la seva família, que eren pobres. Els èxits de vendes de Selena, Como La Flor, Baila Esta Cumbia, I Could Fall in Love, i Dreaming of You es van convertir en èxits mundials. El seu primer un èxit a tot el món.
- Selena (1989)
- Ven Conmigo (1990)
- Entre a Mi mundo (1992)
- Selena Live! (1993)
- Amor Prohibido (1994)
- Dreaming of You (1995)

## Temes destacats
- Como La Flor
- Baila Esta Cumbia
- I Could Fall in Love
- Dreaming of You
- No Me Queda Más (1994)

## Llibres
- Frasier, David K. Show Business Homicides: An Encyclopedia, 1908-2009.  McFarland, 2009. ISBN 0786444223.
- Garcia, Alma. The Mexican Americans.  Greenwood Press, 2002. ISBN 9780313314-95.
- Pérez, Daniel Enrique. Rethinking Chicana/o and Latina/o popular culture.  Palgrave Macmillan, 2009. ISBN 9780230616066.
- L, J. Beloved Selena Enters The Latin Music Hall of Fame.  Prometheus Global Media, 1995. ISBN 0006-2510.
- Patoski, Joe Nick. Selena Como La Flor.  Little Brown and Company, 1996. ISBN 0316693782.
- Arrarás, Maria Celeste. El Secreto De Selena : LA Reveladora Historia Detras De Su Tragica Muerte / The Secret Of Selena: LA Reveladora Historia Detras De Su Tragica Muerte.  Fireside, 1997. ISBN 068483135X.
- Peña, Manuel. Música tejana : the cultural economy of artistic transformation.  Texas A&M University Press Books, 2002. ISBN 9780890968888.
- San Miguel, Guadalupe. Tejano Proud: Tex-Mex music in the twentieth century.  Texas A & M University Press Books, 2002. ISBN 1585441880.
- Stacy, Lee. Mexico and the United States.  Marshall Cavendish, 2002. ISBN 9780761474029.
- Parédez, Deborah. Selenidad: Selena, Latinos, and the Performance of Memory.  Duke University Press Books, 2009. ISBN 0-8223-45021.